# Tess Gerritsen

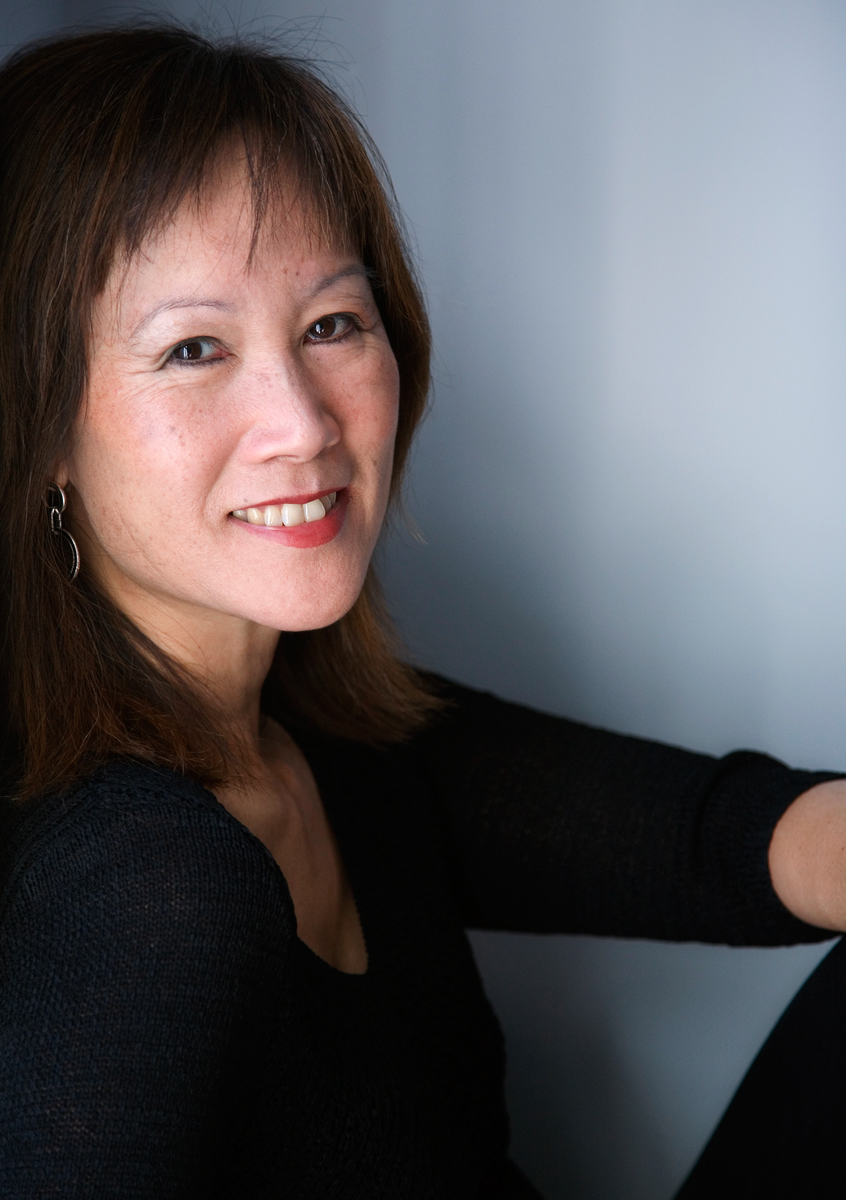
Tess Gerritsen

Tess Gerritsen (San Diego, 12 juni 1953) is een Chinees-Amerikaanse auteur van thrillers. In de Verenigde Staten zijn de meeste van haar boeken bestsellers, maar ook in Europa zijn haar boeken populair.

## Biografie
Gerritsen is van Chinese afkomst, en is geboren als Terry Tom. Ze woont al haar hele leven in Amerika. Ze studeerde aan de Stanford-universiteit en behaalde daar in 1979 haar basisartsdiploma. Daarna werkte ze nog aan de Universiteit van Californië in San Francisco, waar ze haar M.D. haalde. Na specialisatie werkte ze op Hawaï als interniste. Ze heeft de achternaam aangenomen van haar Nederlands-Amerikaanse echtgenoot, eveneens arts.
Toen ze in verwachting raakte van haar eerste kind, gaf Gerritsen haar artsenwerk op. Na de geboorte van hun tweede kind vestigde ze zich met haar man en twee kinderen in Maine. Hierna begon ze met het schrijven van fictie. Aanvankelijk schreef ze alleen maar romantische thrillers. Omdat haar voornaam 'Terry' daarvoor te mannelijk leek veranderde ze die in Tess. Haar debuut Call After Midnight verscheen in 1987 en werd gevolgd door acht andere romantische thrillers. Ook schreef ze het filmscenario voor Adrift, dat in 1993 door CBS werd uitgezonden als 'film van de week'. Toen haar eerste medische thriller Harvest (1996) een succes was geworden, spitste ze zich alleen nog maar toe op medische thrillers.
De inspiratie voor haar eerste medische thriller, Harvest (Hartslag), kreeg ze van een oud-politieagent. Deze vertelde een verhaal over kinderen die waarschijnlijk ontvoerd werden door de Russische maffia om te dienen als orgaandonors. Sinds The Surgeon (De chirurg) is Gerritsen begonnen aan een serie over hoofdpersonen Jane Rizzoli en Maura Isles. The Bone Garden (Koud hart) behoort niet echt tot deze serie, hoewel de naam Maura Isles wel een enkele maal valt. Haar thriller Ice Cold (Sneeuwval) gaat wel weer over Rizzoli en Isles en is ook zeker een vervolg in de serie te noemen. De thriller Het stille meisje werd in 2012 bekroond met de Crimezone Thriller Award voor beste vertaalde thriller. Het tiende boek in de serie, Last to Die (De laatste sterft), stond zeventien weken in De Bestseller 60 met een hoogst behaalde positie op 5. In de opgave hieronder is per boek aangegeven of dit deel uitmaakt van de serie of niet.
Gerritsen schreef het geschenk voor de Maand van het Spannende Boek 2014. Incendio is de titel van het geschenkboekje. Gerritsen was op 29 mei 2014 eregast bij de Avond van het Spannende Boek in Pakhuis de Zwijger te Amsterdam. De drie volgende dagen was zij op tournee door Nederland.

### Spannende romantische verhalen
- Call After Midnight (1987); vertaling: Dicht op de hielen (2010)
- Under the Knife (1990); vertaling: Onder het mes (2010)
- Never Say Die (1992); vertaling: De dood in de ogen (2006)
- Whistleblower (1992); vertaling: Prijs van de waarheid (2010)
- Presumed Guilty (1993); vertaling: Verdacht van moord (2010)
- In Their Footsteps (1994); vertaling: Het spoor terug (2011)
- Girl Missing / Peggy Sue got Murdered (VS/VK, 1994); vertaling: Meisje vermist (2015)
- Thief of Hearts (1995), heruitgegeven als Stolen; vertaling: Houdt de dief (2011)
- Keeper of the Bride (1996); vertaling: Stille getuige (2010)
- Incendio (2014, niet gepubliceerd); vertaling: Incendio (geschenk Maand van het Spannende Boek 2014; uitsluitend de Nederlandse vertaling is gepubliceerd)
- Playing with Fire (2015); vertaling: Speel met vuur (2015), Incendio is de basis van het boek Speel met vuur.
- The Shape of Night (2019); vertaling: Schaduw van de nacht (2019)
- Choose Me (2021); vertaling: De studente (2021)

### Medische thrillers
- Harvest (1996); vertaling: Hartslag (1996)
- Life Support (1997); vertaling: Diagnose besmet (2002)
- Bloodstream (1998); vertaling: Koud bloed (2007)
- Gravity (1999); vertaling: Alarmfase rood (2000)
- The Bone Garden (2007); vertaling: Koud hart (2008) - Patholoog-anatoom Maura Isles speelt hierin een bijrol

### Rizzoli/Isles-serie
1. The Surgeon (2001) vertaling: De chirurg (2002) - Introduceert politierechercheur Jane Rizzoli
2. The Apprentice (2002); vertaling: De leerling (2005) - Introduceert patholoog-anatoom Maura Isles
3. The Sinner (2003); vertaling: De zondares (2005)
4. Body Double (2004); vertaling: Zustermoord (2006)
5. Vanish (2005); vertaling: Verdwijn (2007)
6. The Mephisto Club (2006); vertaling: De Mefisto Club (2007)
7. The Keepsake / Keeping the Dead (VS/VK, 2008); vertaling: Het aandenken (2009)
8. Ice Cold / The Killing Place (VS/VK, 2010); vertaling: Sneeuwval (2010)
9. The Silent Girl (2011); vertaling: Het stille meisje (2011)
10. Last To Die (2012); vertaling: De laatste sterft (2012)
11. Die Again (2014); vertaling: Sterf twee keer (2014)
12. I know a secret (2017); vertaling: Ik weet een geheim (2017)
13. Listen to me (2022); vertaling: Luister naar mij (2022)

### Martini club-serie
1. The Spy Coast (2023); vertaling: De spionne (2024)
2. The Summer Guests (2025); vertaling: De zomergasten (2025)

## Bestseller 60
| Boeken met noteringen in de Nederlandse Bestseller 60 | Jaar van verschijnen | Datum van binnenkomst | Hoogste positie | Aantal weken | Opmerkingen     |
| ----------------------------------------------------- | -------------------- | --------------------- | --------------- | ------------ | --------------- |
| De leerling                                           | 2005                 | 20-04-2005            | 23              | 4            |                 |
| Zustermoord                                           | 2006                 | 26-04-2006            | 52              | 1            |                 |
| Verdwijn                                              | 2007                 | 07-03-2007            | 20              | 10           |                 |
| Koud bloed                                            | 2007                 | 10-10-2007            | 9               | 46           |                 |
| De Mefisto Club                                       | 2007                 | 10-10-2007            | 35              | 4            |                 |
| Alarmfase rood                                        | 2008                 | 22-10-2008            | 35              | 3            |                 |
| Koud hart                                             | 2008                 | 22-10-2008            | 25              | 4            |                 |
| Hartslag & Diagnose besmet                            | 2009                 | 03-06-2009            | 6               | 19           |                 |
| Het aandenken                                         | 2009                 | 07-10-2009            | 16              | 7            |                 |
| De chirurg                                            | 2009                 | 07-10-2009            | 31              | 6            |                 |
| Sneeuwval                                             | 2010                 | 20-10-2010            | 9               | 15           |                 |
| Het stille meisje                                     | 2011                 | 05-10-2011            | 4               | 14           |                 |
| De laatste sterft                                     | 2012                 | 31-10-2012            | 5               | 17           |                 |
| Tess Gerritsen Pakket 1                               | 2014                 | 11-06-2014            | 44              | 1            |                 |
| Sterf twee keer                                       | 2014                 | 03-12-2014            | 14              | 9            |                 |
| Meisje vermist                                        | 2015                 | 03-06-2015            | 16              | 14           |                 |
| Speel met vuur                                        | 2015                 | 16-12-2015            | 36              | 4            |                 |
| Ik weet een geheim                                    | 2017                 | 20-09-2017            | 12              | 7            |                 |
| Schaduw van de nacht                                  | 2019                 | 23-10-2019            | 25              | 3            |                 |
| De studente                                           | 2021                 | 23-06-2021            | 38              | 2            | met Gary Braver |
| Luister naar mij                                      | 2022                 | 13-07-2022            | 20              | 8            |                 |
| De spionne                                            | 2024                 | 14-02-2024            | 35              | 3            |                 |
| De zomergasten                                        | 2025                 | 18-06-2025            | 49              | 3            |                 |